# Liste des cathédrales de république démocratique du Congo
Cet article recense les cathédrales de la République démocratique du Congo.

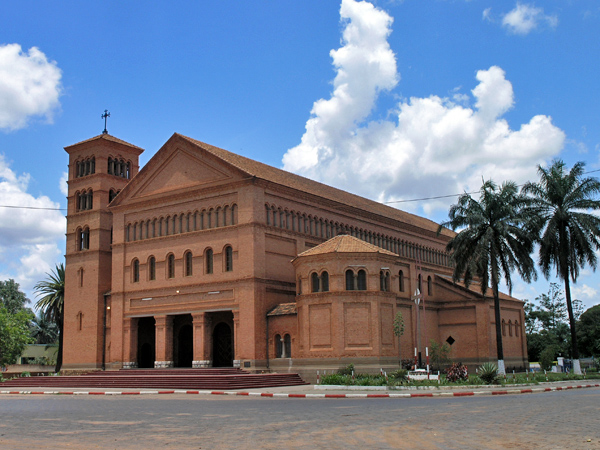
Cathédrale Saints Pierre et Paul à Lubumbashi.

- Cathédrale Saint-Pierre-et-Saint-Paul de Basankusu
- Cathédrale Notre Dame de l’Assomption (en) à Boma
- Cathédrale Sainte-Croix à Bondo
- Cathédrale Notre-Dame-de-la-Paix à Bukavu
- Cathédrale Saint-André à Butembo
- Cathédrale Saint Joseph à Goma et à Kongolo
- Cathédrale Saint Kizito à Idiofa
- Cathédrale Saint-Albert à Inongo et à Kalemie
- Cathédrale Marie Médiatrice à Isangi
- Cathédrale Christ-Roi à Kalemie
- Cathédrale Saint Joseph Mikalayi à Kazumba
- Cathédrale Saint Charles Borromée à Kasongo
- Cathédrale Saint André à Kilwa
- Co-Cathédrale Sainte-Croix à Kasenga
- Cathédrale Notre-Dame du Congo à Kinshasa
- Cathédrale Notre-Dame du Rosaire à Kisangani
- Cathédrale Notre Dame de Sept Douleurs (en) à Kisantu
- Cathédrale Saints-Pierre-et-Paul à Lubumbashi
- Cathédrale Saint-Eugène à Mbandaka
- Cathédrale Saint-Antoine-de-Padoue à Molegbe